# Малышевское сельское поселение (Владимирская область)
Малышевское сельское поселение — муниципальное образование в Селивановском районе Владимирской области России.
Административный центр — село Малышево.

## География
Территория сельского поселения расположена в южной части Селивановского района.

По территории Малышевского сельского поселения проходит платная автомагистраль М12 «Восток» Москва — Казань — Екатеринбург.

## История
Малышевский сельсовет образован в 1920-х годах в составе Драчевской волости Муромского уезда, с 1929 года в составе Селивановского района. В 1960 году в состав сельсовета включены населённые пункты упразднённого Юромского сельсовета.
Малышевское сельское поселение образовано 13 мая 2005 года в соответствии с Законом Владимирской области № 59-ОЗ. В его состав вошли территории бывших Драчевского, Красноушенского, Малышевского, Первомайского, Переложниковского сельских советов.

## Население
| 2010  | 2011  | 2012  | 2013  | 2014  | 2015  | 2016  | 2017  | 2018  |
| ----- | ----- | ----- | ----- | ----- | ----- | ----- | ----- | ----- |
| 4358  | ↘4346 | ↗4424 | ↗4584 | ↗4972 | ↘4950 | ↘4942 | ↘4871 | ↘4759 |
| 2019  | 2020  | 2021  |       |       |       |       |       |       |
| ↘4552 | ↘4522 | ↘4295 |       |       |       |       |       |       |

## Состав сельского поселения
В состав поселения входит 35 населённых пунктов:
| №  | Населённый пункт | Тип населённого пункта       | Население |
| -- | ---------------- | ---------------------------- | --------- |
| 1  | Большое Кольцово | деревня                      | ↘12       |
| 2  | Большое Угрюмово | деревня                      | ↗36       |
| 3  | Глебово          | село                         | ↗11       |
| 4  | Губино           | деревня                      | ↗479      |
| 5  | Гусёк            | деревня                      | ↘5        |
| 6  | Драчёво          | село                         | ↗540      |
| 7  | Елхи             | деревня                      | →0        |
| 8  | Жары             | деревня                      | ↘21       |
| 9  | Захарово         | село                         | ↘30       |
| 10 | Знаменка         | деревня                      | ↘10       |
| 11 | Ивановская       | деревня                      | ↘110      |
| 12 | Иваньково        | деревня                      | →9        |
| 13 | Карпово          | деревня                      | ↘30       |
| 14 | Корелкино        | деревня                      | →11       |
| 15 | Костенец         | посёлок                      | ↗265      |
| 16 | Кочергино        | деревня                      | ↘280      |
| 17 | Красная Ушна     | посёлок                      | ↘488      |
| 18 | Малышево         | село, административный центр | ↗810      |
| 19 | Марьевка         | деревня                      | ↗27       |
| 20 | Митрофаново      | деревня                      | ↗23       |
| 21 | Мичково          | деревня                      | →0        |
| 22 | Наговицино       | деревня                      | →2        |
| 23 | Неклюдово        | деревня                      | ↘27       |
| 24 | Николо-Ушна      | деревня                      | ↘45       |
| 25 | Никулино         | село                         | ↗34       |
| 26 | Новое Бибеево    | деревня                      | ↗18       |
| 27 | Ознобишино       | деревня                      | ↗21       |
| 28 | Первомайский     | посёлок                      | ↘306      |
| 29 | Переложниково    | деревня                      | ↗422      |
| 30 | Пошатово         | деревня                      | ↗12       |
| 31 | Савино           | деревня                      | ↗49       |
| 32 | Савково          | деревня                      | ↗32       |
| 33 | Санчугово        | деревня                      | ↗27       |
| 34 | Святцы           | деревня                      | ↘25       |
| 35 | Старое Бибеево   | деревня                      | ↘1        |
| 36 | Троицко-Колычёво | деревня                      | ↘7        |
| 37 | Юромка           | деревня                      | ↘50       |
| 38 | Ярцево           | деревня                      | ↘20       |